# 1290
1290 (MCCXC) fue un año común comenzado en domingo del calendario juliano.

## Acontecimientos
- 1 de marzo: en Lisboa (Portugal), el rey Dionisio de Portugal funda la Universidad de Coímbra, que en 1308 se mudará a Coímbra.
- 18 de julio: en Inglaterra, el rey Eduardo I ordena expulsar el 1 de noviembre (Día de Todos los Santos) a los 16 000 judíos que viven en la isla. En el calendario hebreo ese día se llama Tisha B'Av, que conmemora muchos hechos calamitosos, como la destrucción del Primer Templo por Nabucodonosor II, la destrucción del Segundo Templo por el emperador romano Tito, la caída de Betar, el colapso en la rebelión de Bar Kojba, la intensa persecución por el emperador Adriano, la expulsión de los judíos de Francia y la expulsión de los judíos de España (1492).
- 1 de agosto: Bărbat (f. 1290) logra unificar a las formaciones políticas rumanas bajo su poder luego de suceder a su hermano mayor Litovoi, y funda el país de Valaquia (fecha tradicional).
- 27 de septiembre: Un terremoto de 6,8 deja un saldo de 100.000 muertos en China.
- En Cardiff (Gales) se termina de construir la catedral de Llandaff, 170 años después de comenzadas las obras.
- En Moldavia, la Horda Dorada de los mongoles invade la región de Besarabia.
- En Escocia, Juan de Balliol accede al trono, apoyado por Eduardo I de Inglaterra, y en detrimento de Robert Bruce.
- En Hungría, Andrés III se convierte en rey; será el último representante de la dinastía Arpad.
- El rey Dionisio de Portugal decreta que el idioma oficial de Portugal ya no sea el latín clásico sino el portugués.
- En Oslo (Noruega) comienza la construcción de la Fortaleza de Akershus.

## Nacimientos
- 4 de agosto: duque Leopoldo I de Austria (f. 1326).
- Margarita de Borgoña (f. 1315).
- Johannes de Muris, filósofo y matemático francés (f. 1351)
- Sem Tob, poeta y escritor español.
- Pedro de Castilla, infante español, hijo de Sancho IV de Castilla (rey de Castilla y León) y de la reina María de Molina.

## Fallecimientos
- 28 de enero: Dervorguilla de Galloway.
- 10 de mayo: duque Rodolfo II de Austria (n. 1271).
- 10 de julio: Ladislao IV el Cumano, rey húngaro (n. 1262).
- 10 de noviembre: Qalawun, sultán egipcio.
- 28 de noviembre: Leonor de Castilla, esposa de Eduardo I de Inglaterra (n. 1241).
- 18 de diciembre: Magnus Ladulás (n. 1240).
- Gregorio II de Constantinopla, patriarca de Constantinopla (n. 1241).
- Beatrice Portinari, objeto de adoración del poeta florentino Dante Alighieri (n. 1266).
- Enrique IV de Silesia.